# SN 1999gd
SN 1999gd – supernowa typu Ia odkryta 6 grudnia 1999 roku w galaktyce NGC 2623. Jej maksymalna jasność wynosiła 17,02m.